# 出世稲荷神社 (京都市)

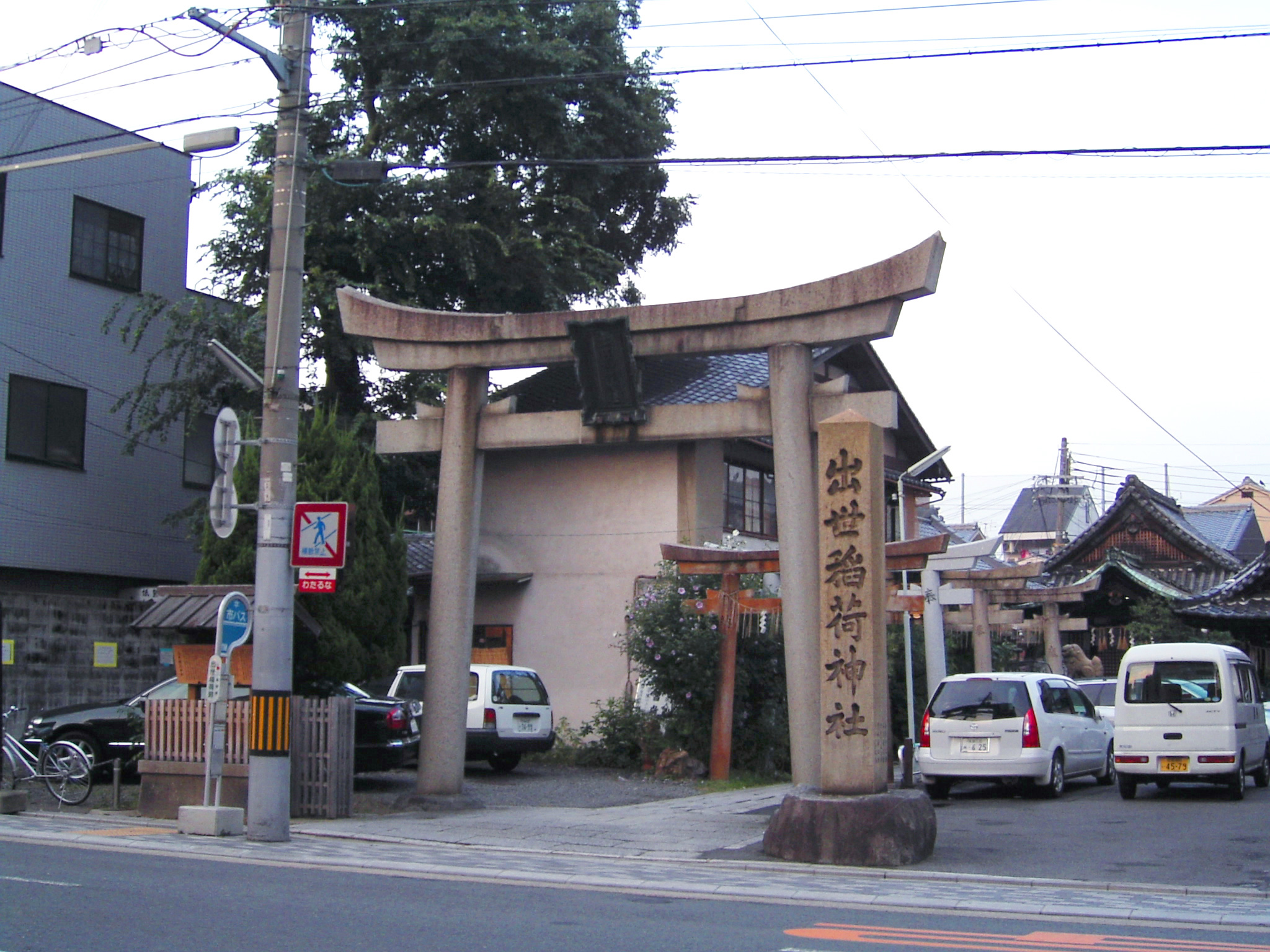
出世稲荷神社（移転前）

出世稲荷神社（しゅっせいなりじんじゃ）は、京都市左京区にある神社である。宇迦之御魂命（稲荷神）を祭神とする。

## 歴史
元は豊臣秀吉の聚楽第の邸内社として創建されたものである。豊臣秀吉は幼いころから稲荷神を信仰しており、天正15年（1587年）に造営した聚楽第にも稲荷神を勧請した。翌年、後陽成天皇が聚楽第に行幸し、稲荷社に参拝したときに、立身出世を遂げた秀吉に因んで「出世稲荷」の号を授けたという。聚楽第取り壊しの後も元の場所に鎮座していたが、寛文3年（1663年）に二条城西方の千本通沿い（千本旧二条付近、京都市上京区千本通竹屋町下ル）に遷座した。この地は平安京大内裏の大極殿入口にあった、応天門の跡地と比定されている。
出世開運の神として大名・公家から庶民までの崇敬を受けた。江戸時代後期には庶民が寄進した300本を超える鳥居が立ち並んでいたという。
近代に入ると千本通界隈が映画興行の街として繁栄したため、牧野省三や尾上松之助が鳥居を寄進した。
地域に氏子がないこと、文化財指定がないことなどから、老朽化した社殿の維持・修復が困難となり、境内地を売却。2012年（平成24年）6月に京都市上京区より左京区大原に移転した。

### 電停名・バス停留所名
移転前、上京区に所在していた頃は、京都市電千本線の最寄りの停留所名に「出世稲荷前」が用いられ、市電廃止後も京都市営バスのバス停名として引き継がれていた。
左京区への移転後、ダイヤ改正までは「出世稲荷前」の名称が変更されなかったが、2013年春季のダイヤ改正にて京都市交通局、京都バス、西日本ジェイアールバスの各社局は停留所名を「千本旧二条」と改めた。

## 祭事
- 1月：元旦 歳旦祭 一年の無事平穏を祈るお祭
- 2月：節分祭 厄除け・魔除け・災難除けのお祭 豆まき（福銭入り）・ひいら木授与 出世神楽奉納
- ：初午祭　五穀豊穣・商売繁盛のお祭
- 4月：出世稲荷大祭　広くご神徳を賜るお祭
- 6月30日：大祓祭 罪・穢れを払うお祭
- 11月8日：火焚祭 秋の収穫に感謝するお祭
- 12月31日：大祓祭 罪・穢れを払うお祭
- ：除夜祭 無事一年間を過ごし得たことに感謝するお祭

## アクセス
- 京都バス 大原バス停より徒歩10分